# Rally Reykjavik – FIA Alternative Energies Cup
Il Rally Reykjavik – FIA Alternative Energies Cup è stata una competizione automobilistica con partenza e arrivo a Reykjavík, riservata a veicoli alimentati tramite fonti di energia alternativa e inserita fino al 2011 nel programma del Campionato del mondo FIA energie alternative.

## Albo d'oro recente
| Edizione | Vincitore      |
| -------- | -------------- |
| 2010     | Raymond Durand |
| 2011     | Raymond Durand |